# Ticherra retracta
Ticherra retracta är en fjärilsart som beskrevs av Cowan 1967. Ticherra retracta ingår i släktet Ticherra och familjen juvelvingar. Inga underarter finns listade i Catalogue of Life.